# Eleasar Löw
Eleasar Löw, genannt Schemen Rokeach, (geboren 1758 in Loslau, Oberschlesien; gestorben am 2. Februar 1837 in Santovka, Komitat Bars, Kaisertum Österreich) war ein polnischer Rabbiner und Talmudgelehrter.
Hauptquelle der Daten seines Lebens ist eine Biografie, die sein Enkel Lazar Münz nach den Erzählungen seines Vaters über Eleasar Löw verfasste.
Lazar Münz (1837–1921) war der Sohn von Arje Löb (auch: Löbl Münz, gestorben 11. Februar 1891), der wiederum der jüngste Sohn von Eleasar Löw war.

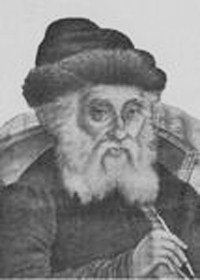
Eleasar Löw, genannt Schemen Rokeach

## Leben

### Kindheit und Jugend 1758–1778
Eleasar Löw, auch Eleazar Löw, (hebräisch: אלעזר ליב) wurde 1758 in Loslau, Oberschlesien, als Sohn von Lea Reize und Rabbi Arje Löb geboren.
Sein Großvater väterlicherseits war der bekannte Rabbiner und Gelehrte Pinchas Selig, der Autor des Werkes Ateret Pos (hebräisch: עטרת פז).
Eleasar Löw wurde zunächst zu Hause von seinem Vater und von Privatlehrern ausgebildet.
Mit acht Jahren begann er im Lehrhaus seines Großvaters Pinchas Selig in Łask zu lernen. In diesem Lehrhaus wurde nicht die damals moderne Methode des Pilpul angewendet.
Vielmehr wurde Wert auf einen geraden einfachen Weg des Denkens und Forschens gelegt, das versucht, mit gesundem Verstand nur die Wahrheit zu ermitteln.
Bereits mit 16 Jahren erhielt Eleasar Löw das Rabbinerdiplom vom Rabbinatskollegium in Łask und kehrte 1774 zu den Eltern nach Loslau zurück.
1775 heiratete Eleasar Löw seine erste Frau, wurde zum Rabbinatsassessor und später zum Vorsitzenden des Rabbinatskollegiums ernannt.

### Rabbiner in Pilica 1778–1800
Noch ehe Eleasar Löw sein zwanzigstes Lebensjahr vollendet hatte, wurde er schon als Rabbiner nach Pilica berufen.
1792 starb die erste Frau Eleasar Löws und hinterließ ihm sechs kleine Kinder, drei Jungen und drei Mädchen.
1793 heiratete Eleasar Löw Rebekka Ester, die Tochter von Rabbi Isak Abraham (Autor des Keter Kehunna, hebräisch: כתר כהונה) aus Pińczów.
Durch seine erste Frau war Eleasar Löw in den Besitz eines größeren Vermögens gekommen.
Zur Verwaltung dieses Vermögens hatte er einen Geschäftsführer eingesetzt, der das Vermögen in Schuldverschreibungen des polnischen Staates anlegte.
Als Polen 1793 und 1795 unter seine Nachbarstaaten Russland, Preußen und Österreich aufgeteilt wurde, sah es zunächst so aus, als ob diese Schuldverschreibungen nichts mehr wert seien und das gesamte Vermögen verloren sei.
Später beschloss Russland, alle Schuldverschreibungen Polens einzulösen, was Eleasar Löw jedoch nicht mitbekam.
Sein ehemaliger Geschäftsführer tauchte bei ihm auf, brachte diese vermeintlich wertlosen Schuldverschreibungen in seinen Besitz und verschwand damit.
Auf diese Weise verlor Eleasar Löw sozusagen zweimal hintereinander sein Vermögen.
Der Zerfall des Königreichs Polen war mit inneren Unruhen und der Verarmung der Gemeinde Pilica verbunden, in der Eleasar Löw Rabbiner war.
Bei der Teilung Polens fiel Piliza an Russland und das nahe gelegene Krakau an Österreich, was zur Verarmung von Piliza, der jüdischen Gemeinde und des Rabbis führte.

### Rabbiner in Triesch 1800–1812
1800 siedelte Eleasar Löw nach Triesch (tschechisch: Třešť) in Mähren um und wurde dort Rabbi.
Er gründete dort eine Jeschiwa, die 100 bis 200 Schüler hatte.
In Triesch verheiratete Eleasar Löw seine Tochter Ester mit Rabbi Samuel Kohn, genannt Samuel Kostelhore, der Kreisrabbiner für Pilsen und Klatovy in Poběžovice war.

### Rabbiner in Poběžovice 1812–1815
1812 starb sein Schwiegersohn, Rabbi Samuel Kohn, und die Stelle des Kreisrabbiners von Pilsen und Klattau mit Sitz in Poběžovice wurde frei.
Rabbi Eleasar Löw folgte einem Ruf auf diese Stelle, zog mit seiner Familie nach Poběžovice und wurde 1812 Kreisrabbiner von Pilsen und Klattau, was seine finanzielle Situation wesentlich verbesserte.
Seine Tochter Ester, Witwe von Samuel Kohn, heiratete später Rabbi Elia Bloch aus Poběžovice. Aus dieser Ehe ging Rabbi Moses Löb Bloch hervor.
Angeregt durch die Vier-Länder-Synode reiste Eleasar Löw jährlich zweimal zu den großen Messen nach Pilsen und stellte sich dort zur Schlichtung von Rechtshändeln zur Verfügung.
Messebesucher, die irgendein Anliegen oder Fragen zu Religion oder Gemeindeangelegenheiten hatten, konnten sich dort an ihn wenden.

### Rückkehr nach Triesch für sechs Jahre: 1815–1821
1815 kehrte Eleasar Löw auf Drängen seiner alten Gemeinde in Triesch, der es nicht gelungen war, einen neuen Rabbiner zu finden, wieder nach Triesch zurück.
1819 gab es in Triesch eine Feuersbrunst, in deren Folge die jüdische Gemeinde ganz verarmte und Schwierigkeiten hatte, den Rabbi und die Jeschiwa weiter zu unterhalten.
Außerdem gab es in Böhmen und Mähren ein Gesetz aus dem Jahr 1745 zur Begrenzung der Anzahl der Juden (20000 Familien in Böhmen und 5100 Familien in Mähren), so dass es den beiden jüngeren Söhnen von Eleasar Löw nicht erlaubt war zu heiraten und Familien zu gründen.
Dies führte dazu, dass Eleasar Löw 1821 einen Ruf in die Gemeinde Liptau Szent-Miklos (damals Ungarn, heute Slowakei) annahm.
Auch aus der Stadt Fürth erhielt Eleasar Löw 1821 einen Ruf, dem er aber nicht folgen konnte, weil er sich schon nach Miklos versprochen hatte.

### Rabbiner in Liptau Szent-Miklos 1821–1830
Eleasar Löw gründete in Miklos eine Jeschiwa, die um die 200 Schüler hatte.
Unterrichtsordnung an der Jeschiwa:
Sonntag, Montag und Dienstag von 9 bis 12 Uhr hielt Eleasar Löw Lehrvorträge für die Schüler der Jeschiwa.
Am Donnerstag und Freitag durften zu diesen Vorträgen auch talmudkundige Gemeindemitglieder kommen.
Am Sabbat hielt er einen tief eingehenden Vortrag für alle Talmudgelehrten der Gemeinde zu den Themen von Donnerstag und Freitag.
Die Schüler der Jeschiwa waren in zwei Klassen geschieden:
Eine untere, die noch in das Verständnis des Talmuds eingeführt werden musste und eine obere, die mit der Einführung der unteren beauftragt war.
Die Schüler der oberen Klasse, die mit den Schülern der unteren Klasse lernten, wurden als Chasur-Bachur bezeichnet.
Am Mittwoch wurden alle Schüler der unteren Klasse vom Rabbi geprüft.
Dabei waren alle Schüler sowohl der unteren als auch der oberen Klasse anwesend.
Wenn ein Schüler eine Frage nicht richtig beantworten konnte, bekam er vom Rabbi einen leichten Streich als Strafe und der für ihn verantwortliche Schüler der oberen Klasse musste die Frage beantworten.
Mit dieser Prüfungsmethode wurden beide Klassen zum Lernen angespornt.

### Rabbiner in Szántó 1830–1837
1830 nahm Eleasar Löw einen Ruf nach Szántó (damals Ungarn, jetzt Slowakei) an und wurde dort Rabbiner.
1833 erblindete Eleasar Löw.
Am 2. Februar 1837 starb Eleasar Löw im Alter von 79 Jahren in Szántó und wurde dort begraben.
Als Grabinschrift hatte Eleasar Löw in seinem Testament festgelegt: „Der bekannte Rabbiner Rabbi Eleasar ruht hier.“
Grabsteininschrift:
| hebräisch, original                                            | hebräisch ausgeschrieben                                                                    | deutsch |
| -------------------------------------------------------------- | ------------------------------------------------------------------------------------------- | --- |
| הרב המפורסם מו״ה אלעזר זלה״ה                                   | הרב המפורסם מורנו הרב אלעזר זכר לברכה לחיים העולם הבא                                       | Der berühmte Rabbiner unser Lehrer und Meister Elasar sein Andenken zum Segen zum Leben in der künftigen Welt                                                                      |
| פ״נ.                                                           | פה נקבר.                                                                                    | ist hier begraben. |
| אשר חבר ס' שו"ת שמן רקח ב"ח וחידושי הלכות שמן רקח              | אשר חבר ספר שאלות ותשובות שמן רקח בן חכם וחידושי הלכות שמן רקח                              | Er war der Verfasser der Bücher: Responsen "Schemen Rokeach" (deutsch wörtlich: Öl des Gewürzemischers), des Buches "Chidusche Hilchot Schemen Rokeach" (halachische Neuigkeiten), |
| זר זהב ותורת חסד וסמא דחיי שב שמעתתא יבין שמועה שערי דעה ב"ח   | זר זהב ותורת חסד וסמא דחיי שב שמעתתא יבין שמועה שערי דעה בן חלקים                           | Ser Sahaw (goldener Ring), Thorat Chesed, Sama de Chaje, Scheb Schemateta, Jabin Schemua, Schaare Jirea (Pforten der Gottesfurcht),                                                |
| וס' קונטרס החזקות מעשה רקח, והעמיד תלמידים הרבה והי' אב"ד בכמה | וספר קונטרס החזקות מעשה רקח, והעמיד תלמידים הרבה והיה אב בית דין בכמה                       | und des Buches Maaße Rikeach, und er hatte viele Schüler und er war Vorsitzender der Gerichtsbarkeit in einigen                                                                    |
| ק"ק ובסוף בק"ק סאנטאב יצ"ו, ואיננו כי לקח אותו אלקים ביום      | קהילות קדושות ובסוף בקהילות קדושות סאנטאב יבנה ציון וירושלים, ואיננו כי לקח אותו אלקים ביום | heiligen Gemeinden, zum Schluss in der heiligen Gemeinde Szántó, sein Fels und Erlöser behüte ihn, und Gott nahm in zu sich am Tag                                                 |
| ד' כ"ז שבט תקצ"ז לפק.                                          | ד' כ"ז שבט תקצ"ז לפרט קטן.                                                                  | 4. Tag (Mittwoch), 27. Schevat 597 nach der kleinen Zählung |
| ת' נ' צ' ב' ה'                                                 | תהיה נפשו צרורה בצרור החיים                                                                 | Seine Seele sei eingebunden in das Bündel des Lebens! |

## Werke
1788 veröffentlichte Eleasar Löw den 1. Teil des Schemen Rokeach, einer Sammlung von rabbinischen Gutachten.
Zu dieser Zeit war es bei gelehrten jüdischen Werken unüblich, sich selbst als Autor namentlich zu nennen.
Außerdem bestand der Brauch, den Autor nach seinem Werk zu benennen.
Schemen Rokeach (deutsch: Öl des Gewürzemischers, hebräisch: שמן רקח; Schemen = Öl) steht für die Lehre und das Wort Rokeach hat denselben Zahlenwert, nämlich 308, wie das Wort Eleasar also: „Lehre des Eleasar“.
Eleasar = אלעזר = 200 + 7 + 70 + 30 + 1 = 308, Rokeach = רקח = 8 + 100 + 200 = 308.
Nach diesem Werk wurde Eleasar Löw Schemen Rokeach genannt.
1796 veröffentlichte Eleasar Löw sein zweites Werk: Sama de Chaje (hebräisch: סמא דחיי), eine Sammlung von Predigten und Vorträgen.
Dieses Buch hatte Eleasar Löw schon 1788 fertiggestellt.
Da er aber den Druck seiner Bücher selbst bezahlen musste, konnte er wegen der oben erwähnten finanziellen Schwierigkeiten dieses Buch erst 1796 drucken lassen.
1800 folgte die Veröffentlichung von Thorat Chesed (hebräisch: תורת חסד). In diesem Werk behandelte Eleasar Löw Prinzipien des Talmuds und Grundsätze, die für halachische Entscheidungen gelten.
1800 gab Eleasar Löw eine bereinigte und mit Anmerkungen versehen Fassung des Gaon Hai  heraus.
1802 veröffentlichte Eleasar Löw den zweiten Teil des Schemen Rokeach.
1807 veröffentlichte er Scheb Schemateta (hebräisch: שב שמעתתא) zu Regeln in der Lehrweise des Talmud.
Hier ein Zitat aus der Einleitung zu diesem Werk:
„Ich sah, dass die Thorakenntnis leider sich vermindert, Israel verarmt und die, welche nach der Lehre verlangen und nach Heil streben, die Thorajünger, suchen nach Nahrung, und Niemand bereitet sie ihnen; sie tasten wie Blinde im Finstern, und jeder errichtet sich seinen eigenen Altar. So fahren sie umher auf dem Meere des Talmud, wie ein Schiff auf hoher See, das ohne Ruder, ohne Führer ist und zu scheitern droht.“
Enthalten im Scheb Schemateta ist auch eine kurze Schrift mit acht Vorträgen unter dem Titel Pforten der Gottesfurcht (hebräisch: Schaare Jirea, שערי יראה).
Sie ermahnt den Leser zu einem frommen, tugendhaften, streng geregelten Lebenswandel nach den Gesetzen der Thora.
1812 folgte die Veröffentlichung von Chidusche Hilchot Schemen Rokeach (hebräisch: חידושי הלכות שמן רקח) mit Erklärungen zum Talmud.
Da wegen einer Hungersnot die Druckkosten sehr gestiegen waren und die Geldmittel von Eleasar Löw nicht für den Druck der gesamten Schrift ausreichten, musste er sie sehr kürzen und konnte statt der beabsichtigten sechs Traktate nur drei veröffentlichen.
1814 Veröffentlichung des Werkes Jabin Schemua(hebräisch:  יבין שמועה) mit leichtverständlichen hagadischen Vorträgen zu einzelnen Wochenabschnitten, die er vor den Gemeinden des Pilsener und Klattauer Bezirks gehalten hatte.
1828 kam der zweite Teil des Schaare Dea heraus.
Dieser war in der Druckerei verloren gegangen; Eleasar Löw musste ihn aus dem Gedächtnis noch einmal schreiben.
Ein anderes Buch mit dem Namen Orchat Mischpat (hebräisch:  ארחות משפט) ging ebenfalls verloren.
Die zweite Ausarbeitung verbrannte bei der Feuersbrunst in Triesch zusammen mit der über 1200-bändigen Bibliothek von Eleasar Löw.
1885 veröffentlichte er das Werk Maaße Rikeach (hebräisch:  מעשה רקח) mit Glossen und Randbemerkungen zum Orach Chaim.